# Atletiek op de Olympische Zomerspelen 2008 - Hoogspringen vrouwen
Het hoogspringen voor vrouwen op de Olympische Spelen van 2008 in Peking vond plaats in Peking op 21 augustus (kwalificatieronde) en 23 augustus (finale) in het Nationale Stadion van Peking. De olympische titel ging naar de Belgische Tia Hellebaut, die in de finale net als Blanka Vlašić over 2,05, maar hiervoor een poging minder nodig had.

## Medailles
| Goud          | Goud | Zilver        | Zilver | Brons          | Brons |
| ------------- | ---- | ------------- | ------ | -------------- | ----- |
| Tia Hellebaut | BEL  | Blanka Vlašić | CRO    | Chaunte Howard | USA   |

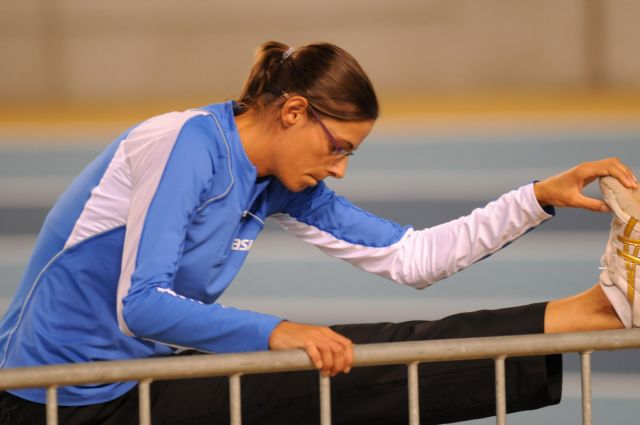
Tia Hellebaut
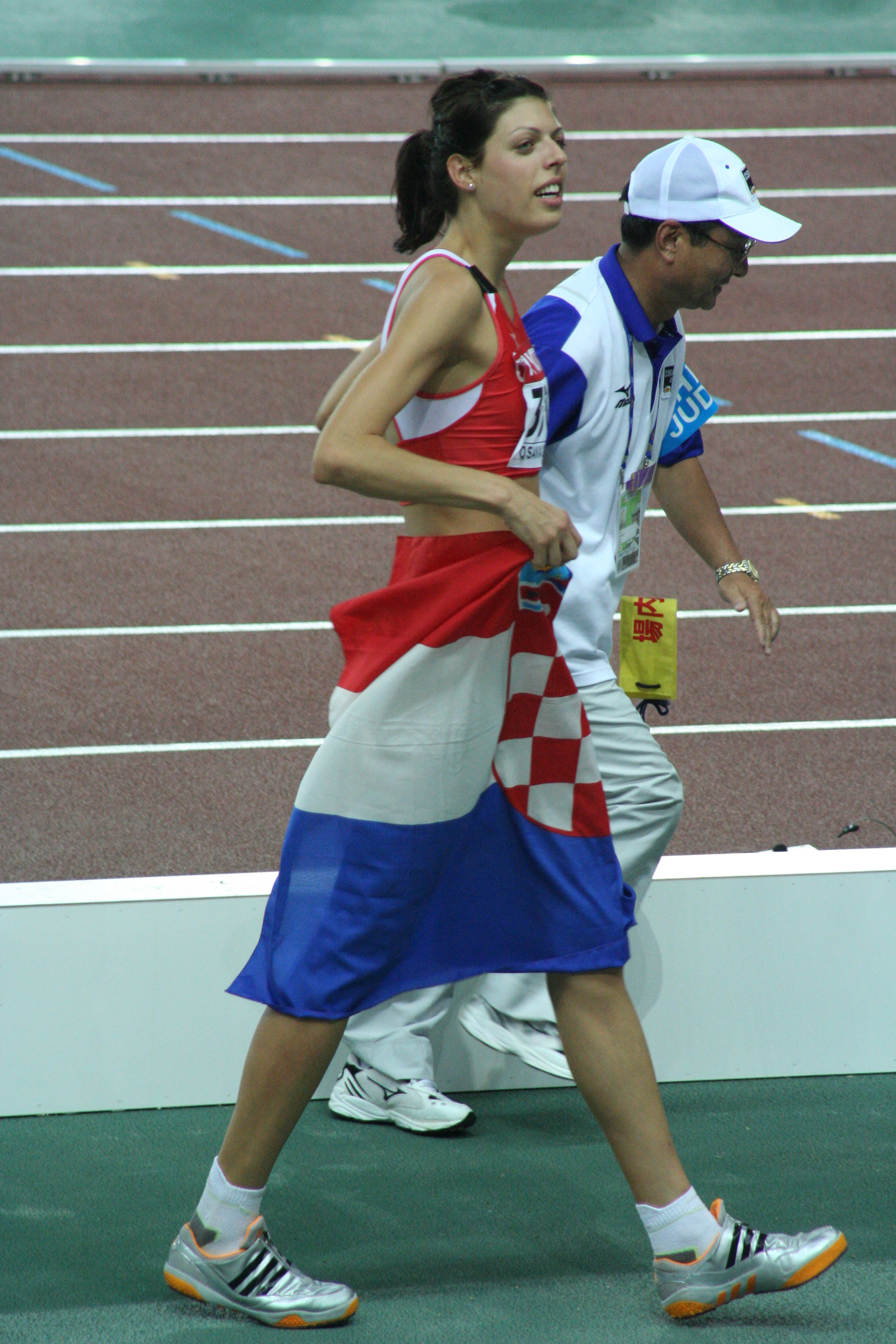
Blanka Vlašić

## Records
Vóór de Olympische Zomerspelen 2008 in Peking waren het wereldrecord en olympisch record voor dit onderdeel als volgt.
| Wereldrecord     | 2,09 m | Stefka Kostadinova | BUL | Rome, Italië        | 30 augustus 1987 |
| Olympisch record | 2,06 m | Jelena Slesarenko  | RUS | Athene, Griekenland | 28 augustus 2004 |

## Uitslagen
De volgende afkortingen worden gebruikt:
- PB Persoonlijke record
- SB Beste seizoensprestatie
- NM Geen geldige poging
- Q Gekwalificeerd voor de finale door minstens 1,96 m te springen
- q Gekwalificeerd voor de finale door bij de eerste twaalf te eindigen
- o Geldige sprong
- x Ongeldige sprong
- - Deze ronde geen poging ondernomen

### Kwalificatieronde
Groep A: 21 augustus 2008 10:50

Groep B: 21 augustus 2008 10:50

| Rang | Groep | Atlete                | Nationaliteit | 1,80 | 1,85 | 1,89 | 1,93 | Resultaat | Extra |
| ---- | ----- | --------------------- | ------------- | ---- | ---- | ---- | ---- | --------- | ----- |
| 1    | B     | Marina Aitova         | KAZ           | o    | o    | o    | o    | 1,93      | q     |
| 1    | B     | Ruth Beitia           | ESP           | o    | o    | o    | o    | 1,93      | q     |
| 1    | A     | Tia Hellebaut         | BEL           | -    | o    | o    | o    | 1,93      | q     |
| 1    | B     | Vita Stopina          | UKR           | o    | o    | o    | o    | 1,93      | q     |
| 5    | B     | Antonietta di Martino | ITA           | xo   | o    | o    | o    | 1,93      | q     |
| 5    | A     | Ariane Friedrich      | GER           | -    | o    | xo   | o    | 1,93      | q     |
| 7    | B     | Iva Strakova          | CZE           | o    | o    | xxo  | o    | 1,93      | q     |
| 8    | B     | Chaunté Howard        | USA           | o    | o    | o    | xo   | 1,93      | q     |
| 8    | A     | Vita Palamar          | UKR           | -    | o    | o    | xo   | 1,93      | q     |
| 8    | A     | Svetlana Shkolina     | RUS           | o    | o    | o    | xo   | 1,93      | q     |
| 8    | B     | Blanka Vlašić         | CRO           | o    | o    | o    | xo   | 1,93      | q     |
| 12   | A     | Anna Tsjitsjerova     | RUS           | o    | o    | xo   | xo   | 1,93      | q     |
| 13   | B     | Emma Green            | SWE           | o    | o    | o    | xxo  | 1,93      | q     |
| 14   | A     | Romana Dubnova        | CZE           | o    | xo   | o    | xxo  | 1,93      | q     |
| 14   | B     | Jelena Slesarenko     | RUS           | o    | o    | xo   | xxo  | 1,93      | q     |
| 16   | A     | Doreen Amata          | NGR           | o    | o    | o    | xxx  | 1,89      |       |
| 16   | B     | Melanie Skotnik       | FRA           | o    | o    | o    | xxx  | 1,89      |       |
| 18   | A     | Svetlana Radzivil     | UZB           | o    | xo   | o    | xxx  | 1,89      |       |
| 19   | A     | Amy Acuff             | USA           | o    | o    | xo   | xxx  | 1,89      |       |
| 19   | B     | Nicole Forrester      | CAN           | o    | o    | xo   | xxx  | 1,89      |       |
| 21   | B     | Anna Iljustsenko      | EST           | o    | xxo  | xo   | xxx  | 1,89      |       |
| 22   | A     | Xingjuan Zheng        | CHN           | xo   | o    | xxo  | xxx  | 1,89      |       |
| 23   | A     | Karina Vnukova        | LTU           | o    | o    | xxx  |      | 1,85      |       |
| 24   | A     | Sharon Day            | USA           | xo   | o    | xxx  |      | 1,85      |       |
| 24   | A     | Antonia Stergiou      | GRE           | xo   | o    | xxx  |      | 1,85      |       |
| 26   | B     | Nadiya Dusanova       | UZB           | xxo  | o    | xxx  |      | 1,85      |       |
| 27   | B     | Levern Spencer        | LCA           | -    | xo   | xxx  |      | 1,85      |       |
| 28   | A     | Yekaterina Yevseyeva  | KAZ           | o    | xxo  | xxx  |      | 1,85      |       |
| 29   | A     | Noeng-Ruthai Chaipech | THA           | o    | xxx  |      |      | 1,80      |       |
| 29   | A     | Inna Gliznuta         | MDA           | o    | xxx  |      |      | 1,80      |       |
|      | B     | Tatiana Efimenko      | KGZ           | xxx  |      |      |      | NM        |       |
|      | B     | Romary Rifka          | MEX           | xxx  |      |      |      | NM        |       |

### Finale
23 augustus 2008 19:00
| Rang   | Atlete                | Nationaliteit | 1,85 | 1,89 | 1,93 | 1,96 | 1,99 | 2,01 | 2,03 | 2,05 | 2,07 | Hoogte | Extra |
| ------ | --------------------- | ------------- | ---- | ---- | ---- | ---- | ---- | ---- | ---- | ---- | ---- | ------ | ----- |
| Goud   | Tia Hellebaut         | BEL           | o    | o    | o    | o    | xo   | xo   | xo   | o    | x--  | 2,05   | NR    |
| Zilver | Blanka Vlašić         | CRO           | o    | o    | o    | o    | o    | o    | o    | xo   | xxx  | 2,05   |       |
| Brons  | Chaunté Howard        | USA           | o    | o    | xo   | xo   | xxo  | xxx  |      |      |      | 1,99   | SB    |
| 4      | Ariane Friedrich      | GER           | o    | -    | o    | o    | xxx  |      |      |      |      | 1,96   |       |
| 5      | Ruth Beitia           | ESP           | o    | o    | o    | o    | xxx  |      |      |      |      | 1,96   |       |
| 6      | Emma Green            | SWE           | o    | o    | o    | xxo  | xxx  |      |      |      |      | 1,96   | SB    |
| 7      | Marina Aitova         | KAZ           | o    | o    | o    | xxx  |      |      |      |      |      | 1,93   |       |
| 8      | Antonietta di Martino | ITA           | o    | o    | o    | xxx  |      |      |      |      |      | 1,93   |       |
| 9      | Iva Strakova          | CZE           | o    | o    | xxo  | xxx  |      |      |      |      |      | 1,93   |       |
| 10     | Vita Stopina          | UKR           | o    | o    | xxo  | xxx  |      |      |      |      |      | 1,93   |       |
| 11     | Svetlana Shkolina     | RUS           | o    | xo   | xxo  | xxx  |      |      |      |      |      | 1,93   |       |
| 12     | Romana Dubnova        | CZE           | o    | xo   | x-   |      |      |      |      |      |      | 1,89   |       |
| DQ     | Anna Tsjitsjerova     | RUS           | o    | o    | o    | xo   | xxo  | o    | o    | xxx  |      | 2,03   | PB    |
| DQ     | Jelena Slesarenko     | RUS           | o    | o    | xo   | xo   | xo   | xo   | xxx  |      |      | 2,01   |       |
| DQ     | Vita Palamar          | UKR           | o    | o    | o    | xo   | xo   | xx-  | x    |      |      | 1,99   |       |